# Liebe am Fjord – Das Meer der Frauen
Das Meer der Frauen ist ein deutscher Fernsehfilm von Jörg Grünler aus dem Jahr 2011. Es handelt sich um die vierte Episode der ARD-Filmreihe Liebe am Fjord, wobei die einzelnen Filme verbindet, dass sie vor der Kulisse norwegischer Fjorde angesiedelt sind und romantische Melodramen zum Inhalt haben. In den Hauptrollen agieren Floriane Daniel, Muriel Baumeister, Felix Vörtler und Henriette Confurius.
Das Erste empfahl den Film bei der Erstausstrahlung mit folgenden Worten: „Die unvergleichliche Fjordlandschaft Norwegens bildet den Hintergrund für dieses mitreißende Familiendrama. Das Zusammenspiel zwischen Muriel Baumeister und Floriane Daniel lässt den schmerzlichen Konflikt der konkurrierenden Schwestern in jeder Szene glaubhaft erscheinen.“

## Handlung
Nach 16 Jahren kehrt die Modedesignerin Marit Gustavsson aus London in ihr norwegisches Heimatdorf Solvorn zurück. Im Alter von 17 Jahren verließ sie ihre Eltern und ihre Schwester Kristin im Streit. Sie galt als schwarzes Schaf der Familie und sorgte mit ihrem ausschweifenden Liebes- und Partyleben für Unfrieden im Dorf. Marit will nun ihr Leben in Ordnung bringen und mit ihrer Familie Frieden schließen. Ihre Eltern sind vor Jahren bei einem Unfall verstorben und sie will endlich ihr Grab aufsuchen. Nicht nur mit Kristin will sie sich versöhnen: Kristin nahm einst auf Druck der Eltern Marits Tochter in Obhut, als sie noch ein Baby war, und zog sie auf. Das nahm Marit zum Anlass, wortlos fortzugehen. Sie hat ihre inzwischen 16-jährige Tochter Ida seit diesem Tag nie mehr gesehen.
Kristin ist überrascht, als Marit am norwegischen Nationalfeiertag plötzlich vor ihr steht. Marit gibt vor, beruflich in der Gegend zu tun gehabt zu haben. Sie will nur einige Tage in Norwegen bleiben. Idas Begeisterung, endlich ihre Tante kennenzulernen, führt am Ende dazu, dass Marit aus dem Hotel auszieht und bei Kristin und ihrem Mann Petter unterkommt. Kristin befürchtet, dass Marit einen schlechten Einfluss auf die pubertierende Ida ausüben könnte. Zudem glaubt sie, Marit wolle ihr ihr Kind wegnehmen. Tatsächlich fängt Ida an, die Schule zu schwänzen, wobei sie Kopfschmerzen vortäuscht und hofft, von Marit gedeckt zu werden, da sie es früher genauso getan habe. Kristin reagiert streng. Sie verbietet auch eine Beziehung Idas zu dem gleichaltrigen Ole.
Als Ida sich heimlich mit Ole zu einer Party verabredet, verrät Marit Kristin nichts davon. Weil beide Schwestern in einen Streit verwickelt sind, kann Ida zudem abends heimlich das Haus verlassen. Die Party findet an einem Ort am gegenüberliegenden Ufer statt. Ida schafft es nicht, rechtzeitig bei ihren Freunden am Boot zu sein, sodass sie ohne sie losfahren. Ida versucht nun, über ein abgestelltes Motorboot ihre Freunde einzuholen. Mitten auf dem Wasser zeigt sich, dass ihr Boot ein Leck hat. Es füllt sich mit Wasser, worauf Ida zunehmend  panisch reagiert. Unterdessen hat Kristin bemerkt, dass Ida nicht in ihrem Zimmer ist. Von Marit erfährt sie von der Party. Entschlossen, Ida nach Hause zu holen, macht sie sich zusammen mit Marit auf den Weg. Gerade noch rechtzeitig erreichen die Frauen das sinkende Motorboot und können Ida retten.
Zurück im Haus besteht Kristin darauf, dass Marit sofort auszieht. Im lauten Streit geht es auch um Marits Mutterschaft und Kristins aufopferungsvolle Arbeit als Adoptivmutter. Ida hört den Streit und reagiert wütend und aufgelöst. Sie packt ihre Sachen und flieht aus dem Haus. Per Anhalter will sie nach Oslo fahren, überlegt es sich jedoch auf halber Strecke anders. Marit ist für die Nacht bei ihrem früheren Freund Mads untergekommen und auch Ida kommt zu Mads. Sie fiebert und bleibt die nächsten Tage bei Mads und Marit. Nach Hause will sie nicht zurückkehren. Obwohl Kristin und Petter unter der Situation leiden, lassen sie Ida ihre Entscheidung finden. Als Ida erfährt, dass Marit zurück nach London fahren muss, bittet sie sie darum, sie begleiten zu dürfen. Marit willigt ein. Sie berichtet Kristin von Idas Entscheidung und Kristin lässt sie gehen. An der Fähre bittet Marit Ida jedoch, Kristin und Petter wenigstens anzurufen, wisse sie doch nicht, wann sie ihre Eltern wiedersehen werde. Es ist das Telefonat, das Ida schließlich umstimmt. Sie kehrt zu Kristin und Petter zurück und beide nehmen sie mit offenen Armen auf. 
Marit besucht kurz vor ihrer Abreise das Grab ihrer Eltern. Mit ihrer Vergangenheit versöhnt verlässt sie den Ort ihrer Kinder- und Jugendjahre wieder.

## Produktion

### Dreharbeiten, Produktionsnotizen

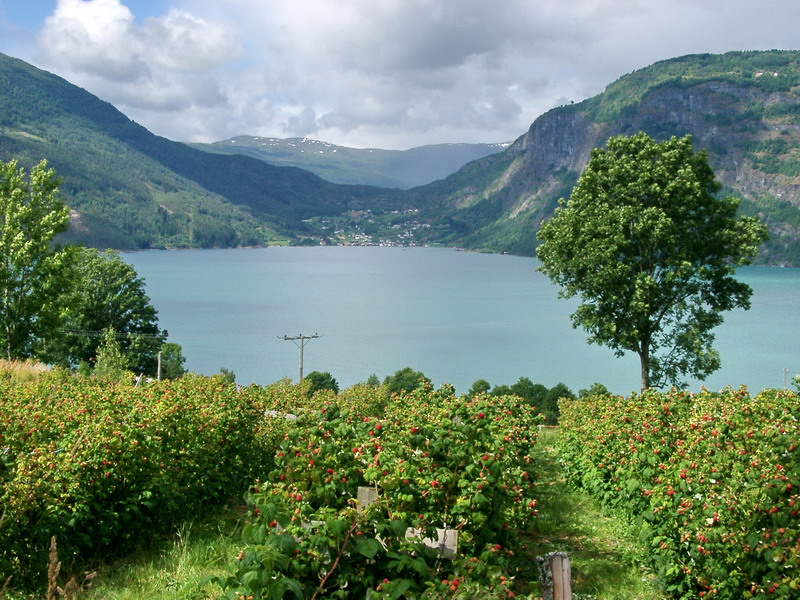
Solvorn, wo die Handlung spielt

Liebe am Fjord – Das Meer der Frauen wurde vom 31. Mai bis 8. August 2010 in Hamburg und Norwegen (Solvorn, Sogndal) gedreht. Produziert wurde der Film von der Letterbox Filmproduktion GmbH. Die Kostüme schuf Lore Tesch, die Filmbauten stammen von Isolde Rüter.

### Hintergrund
Floriane Daniel äußerte in einem Interview, das Drehbuch sei „großartig zu lesen“ gewesen, offenbar habe man „auch innerhalb dieses Genres erkannt, dass Liebe nicht gleichbedeutend mit der romantischen Liebe zwischen Mann und Frau“ sei. Sie würde den Film auch „selbst gucken“, weil es da um Dinge gehe, die auch sie „emotional interessieren“ würden. Auf die Frage, ob sie Norwegenfan sei, antwortete Daniel, sie sei dort „sehr glücklich“ gewesen. Auch wenn sie schon in vielen Teilen der Welt gewesen sei – „so etwas Schönes“ habe sie noch nicht gesehen. Sie selbst wäre wohl „nie auf die Idee gekommen, nach Norwegen zu fahren“. Aber das Land sei „traumhaft“.

### Soundtrack
Der Soundtrack des Films, den Marcel Barsotti komponierte, wurde zusammen mit dem des Films Und dann kam Lucy auf CD veröffentlicht. Barsotti wurde für die Filmmusik von Liebe am Fjord – Das Meer der Frauen 2010 auf dem Park City Film Music Festival Utah mit dem Preis für die beste Filmmusik ausgezeichnet.

### Veröffentlichung
Der Film erlebte am 1. April 2011 im Programm der ARD Das Erste seine Fernsehpremiere. Das Erste gab den Film über die Edel Germany GmbH zusammen mit der dritten Folge Das Ende der Eiszeit am 9. November 2012 auf DVD heraus.

## Rezeption

### Einschaltquote
Bei seiner Erstausstrahlung konnte der Film 5,08 Millionen Zuschauer verbuchen. Der Marktanteil lag bei 16,5 Prozent.

### Kritik
„Konstruierter, problembelasteter (Fernseh-)Frauenfilm über die schwierige Annäherung zweier grundverschiedener Schwestern“, schrieb der film-dienst. Für die TV Spielfilm war Liebe am Fjord – Das Meer der Frauen ein „süßliches, überraschungsarmes Geschichtchen, leidlich geschauspielert.“
Die Fernsehzeitschrift Prisma meinte, „zugegeben“, sei „die Geschichte von Jörg Grünler nach dem Drehbuch von Maria Solrun und Jörg Tensing recht schmalzig“ und wirke „angestrengt konstruiert“. Doch ließen „die tollen Landschaftsbilder und die starke Kameraarbeit von Daniel Koppelkamm kaum Langeweile aufkommen“.
Rainer Tittelbach gab dem Film auf seiner Seite tittelbach.tv 3,5 von sechs möglichen Sternen und sprach von einem „Melodram mit Dialog-Problemen, die das bemerkenswerte Schauspieler-Quartett bald vergessen“ mache. Weiter schrieb der Kritiker: „Mit der Verlagerung des stereotypen Schwestern-Konflikts auf die 16jährige Tochter entfaltet der Film seine emotionale Stärke. Henriette Confurius spielt Ida beeindruckend: sie trägt den Film in der zweiten Hälfte und macht ihn zu einer Ode an die Jugend. Klare Physiognomie und klassische Schönheit vor Landschaft – das ist Jörg Grünlers Prinzip in diesem visuell bemerkenswerten Film.“
Tilmann P. Gangloff befasste sich auf der Seite Kino.de mit dem Film und kam zu einem ähnlichen Ergebnis wie Tittelbach: „Dank der Hauptdarstellerinnen und der norwegischen Fjordlandschaft ein sehenswertes Drama über den Kampf zweier Schwestern um ein Kind.“ An Regisseur Jörg Grünlers Führung der Darsteller gebe „es einmal mehr nichts auszusetzen“. Die beiden Hauptrollen seien „treffend besetzt“; Floriane Daniel spiele gerade „die spießigen Schattenseiten der Adoptivmutter sehr konsequent aus“. Eine „großartige Ergänzung als Kristins Mann, der immer wieder zu vermitteln“ versuche, sei Felix Vörtler. Und „die junge Henriette Confurius, die beim Deutschen Fernsehpreis gleich zweimal mit dem Förderpreis ausgezeichnet“ worden sei, sei „eines der größten Nachwuchstalente“. Daniel Koppelkamm sorge „mit wunderbaren Bildern dafür, dass die Landschaft die dritte Hauptrolle“ spiele.
Eric Leimann meinte im Weser-Kurier, das „dicht inszenierte ARD-Melodram ‚Liebe am Fjord: Das Meer der Frauen‘ [könne] sich sehen lassen“. Floriane Daniel sei dort „als große Schwester in einem Liebesfilm fast ohne Männer“ zu sehen.